# PINKEY
PINKEY（ぴんきー）は、日本の女性アイドルグループ。

## 概要
AV女優ユニットBRW108の選抜ユニット。
2012年8月に『LOVE BEAT / FUTURE LOVE』でデビュー。デビュー曲および2ndシングル『ドキドキDOCKIN’』は写真家・篠山紀信がアートワークプロデュースを手掛けた。デビューはTBS系のドキュメンタリー番組『情熱大陸』でも一部取り上げられ、2012年10月5日の渋谷Gladで初ライブを行った。
2015年、第1期の活動終了。
2015年8月頃　第2期始動。

## メンバー
第2期メンバー
- 篠田ゆう
- 伊東紅
- 生駒はるな
- 長谷川モニカ
- 森苺莉

## 元メンバー
- あやみ旬果：（イエロー）
- 丘咲エミリ：（パープル）
- 北川瞳：（グリーン）
- 周防ゆきこ：（ブルー）
- 友田彩也香：（ピンク）
- 桐谷ユリア
- 大橋未久

第2期
- 桜井彩

## ディスコグラフィ

### シングル
- LOVE BEAT/FUTURE LOVE（2012年8月22日）
- ドキドキDOCKIN'（2013年5月1日）
  - TBS系『ランク王国』2013年4、5月度オープニングテーマ曲。
  - 読売テレビ系『キューン!』2013年5月度エンディングテーマ曲。
  - 千葉テレビ『白黒アンジャッシュ』2013年5～7月度オープニングテーマ曲。
- Romanticが止まらない（2014年2月5日）
  - カップリング曲「しあわせ大国パパイヤ構想」テレビ東京系『ハライチの神アプリ＠隆盛紀〜ON LINE〜』2014年4月度エンディングテーマ曲。